# Ostry (berg i Tjeckien)
Ostry är ett berg i Tjeckien.   Det ligger i regionen Mähren-Schlesien, i den östra delen av landet, 300 km öster om huvudstaden Prag. Toppen på Ostry är 709 meter över havet, eller 163 meter över den omgivande terrängen. Bredden vid basen är 1,9 km.
Terrängen runt Ostry är kuperad åt sydost, men åt nordväst är den platt. Runt Ostry är det ganska tätbefolkat, med 108 invånare per kvadratkilometer. Närmaste större samhälle är Třinec, 5,7 km väster om Ostry. I omgivningarna runt Ostry växer i huvudsak blandskog.